# Бернхард фон Триксен
Бернхард фон Триксен или Бернхард фон Спанхайм (на немски: Bernhard von Spanheim, Bernhard von Trixen, * пр. 1097, † 16 ноември 1147, Лаодикея) от род Спанхайми е граф на Трухсен/Триксен/Марибор (Марбург) и също фогт на Св. Павел и Св. Ламбрехт.

## Биография
Бернхард е син на граф Енгелберт I от Спанхайм на Хедвиг Билунг от Саксония († 1112), дъщеря на херцог Бернхард II от род Билунги.
През 1098 г. Бернхард е споменат за пръв път в документ заедно с братята му Енгелберт II, Хартвиг I, Зигфрид I и Хайнрих IV. През 1123/1126 г. Бернхард е женен за Кунигунда († 1161), маркграфиня на Щирия, дъщеря на маркграф Отокар II и сестра на маркграф Леополд Силния от Марка Щирия († 1129).
От 1129 г. Бернхард е надзорник на племенника си Отакар III. Бернхард основава със съпругата си през 1142 г. манастир Виктринг и става негов фогт. Заедно с роднината си херцог Хайнрих V той населява манастира с монаси от манастир Вайлер-Бетнах.
Бернхард дава на своя племенник Отокар III собствеността си в Каринтия и пада убит на 16 ноември 1147 г. в Лаодикея във Втория кръстоносен поход.